# Promise (chanson de Voyager)
Pour les articles homonymes, voir Promise.
Chansons représentant l'Australie au Concours Eurovision de la chanson
Not the Same
(2022) One Milkali (One Blood)
(2024)
Promise est une chanson de Voyager, représentant l'Australie au Concours Eurovision de la chanson 2023, à Liverpool au Royaume-Uni. Elle a été sélectionnée en interne par la SBS.
Cette chanson a été dévoilée le 21 février 2023.